# Ischnus curvimaculatus
Ischnus curvimaculatus är en stekelart som först beskrevs av Cameron 1903.  Ischnus curvimaculatus ingår i släktet Ischnus och familjen brokparasitsteklar. Inga underarter finns listade i Catalogue of Life.